# Grand Prix Monaka 1964
Grand Prix Monaka 1964 (oficiálně XXII Grand Prix de Monaco) se jela na okruhu Circuit de Monaco v Monte Carlu v Monaku dne 10. května 1964. Závod byl prvním v pořadí v sezóně 1964 šampionátu Formule 1.

## Závod
| Poř.   | No. | Jezdec              | Konstruktér     | Počet kol | Čas/Odstoupení      | Pořadí na startu | Body |
| ------ | --- | ------------------- | --------------- | --------- | ------------------- | ---------------- | ---- |
| 1      | 8   | Graham Hill         | BRM             | 100       | 2:41:19.5           | 3                | 9    |
| 2      | 7   | Richie Ginther      | BRM             | 99        | + 1 kolo            | 8                | 6    |
| 3      | 11  | Peter Arundell      | Lotus-Climax    | 97        | + 3 kola            | 6                | 4    |
| 4      | 12  | Jim Clark           | Lotus-Climax    | 96        | Motor               | 1                | 3    |
| 5      | 19  | Jo Bonnier          | Cooper-Climax   | 96        | + 4 kola            | 11               | 2    |
| 6      | 18  | Mike Hailwood       | Lotus-BRM       | 96        | + 4 kola            | 15               | 1    |
| 7      | 16  | Bob Anderson        | Brabham-Climax  | 86        | Převodovka          | 12               |      |
| 8      | 24  | Jo Siffert          | Lotus-BRM       | 78        | + 22 kol            | 16               |      |
| 9      | 9   | Phil Hill           | Cooper-Climax   | 70        | Zavěšení            | 9                |      |
| 10     | 20  | Lorenzo Bandini     | Ferrari         | 68        | Převodovka          | 7                |      |
| Ret    | 6   | Dan Gurney          | Brabham-Climax  | 62        | Převodovka          | 5                |      |
| Ret    | 4   | Maurice Trintignant | BRM             | 53        | Přehřátí            | 13               |      |
| Ret    | 5   | Jack Brabham        | Brabham-Climax  | 29        | Vstřikování         | 2                |      |
| Ret    | 10  | Bruce McLaren       | Cooper-Climax   | 17        | Ložisko             | 10               |      |
| Ret    | 21  | John Surtees        | Ferrari         | 15        | Převodovka          | 4                |      |
| Ret    | 15  | Trevor Taylor       | BRP-BRM         | 8         | Únik paliva         | 14               |      |
| DNS    | 14  | Innes Ireland       | Lotus-BRM       |           | Nehoda v tréninku   |                  |      |
| DNQ    | 17  | Chris Amon          | Lotus-BRM       |           |                     |                  |      |
| DNQ    | 2   | Peter Revson        | Lotus-BRM       |           |                     |                  |      |
| DNQ    | 3   | Bernard Collomb     | Lotus-Climax    |           |                     |                  |      |
| WD     | 1   | André Pilette       | Scirocco-Climax |           |                     |                  |      |
| WD     | 22  | Giancarlo Baghetti  | BRM             |           | Vůz nebyl připraven |                  |      |
| WD     | 23  | Tony Maggs          | BRM             |           | Vůz nebyl připraven |                  |      |
| Zdroj: |     |                     |                 |           |                     |                  |      |

## Průběžné pořadí po závodě
Pohár jezdců
| Pořadí | Jezdec         | Body |
| ------ | -------------- | ---- |
| 1      | Graham Hill    | 9    |
| 2      | Richie Ginther | 6    |
| 3      | Peter Arundell | 4    |
| 4      | Jim Clark      | 3    |
| 5      | Jo Bonnier     | 2    |
| Zdroj: |                |      |

Pohár konstruktérů
| Pořadí | Konstruktér   | Body |
| ------ | ------------- | ---- |
| 1      | BRM           | 9    |
| 2      | Lotus-Climax  | 4    |
| 3      | Cooper-Climax | 2    |
| 4      | Lotus-BRM     | 1    |
| Zdroj: |               |      |